# St. Matthäus (Leimbach)

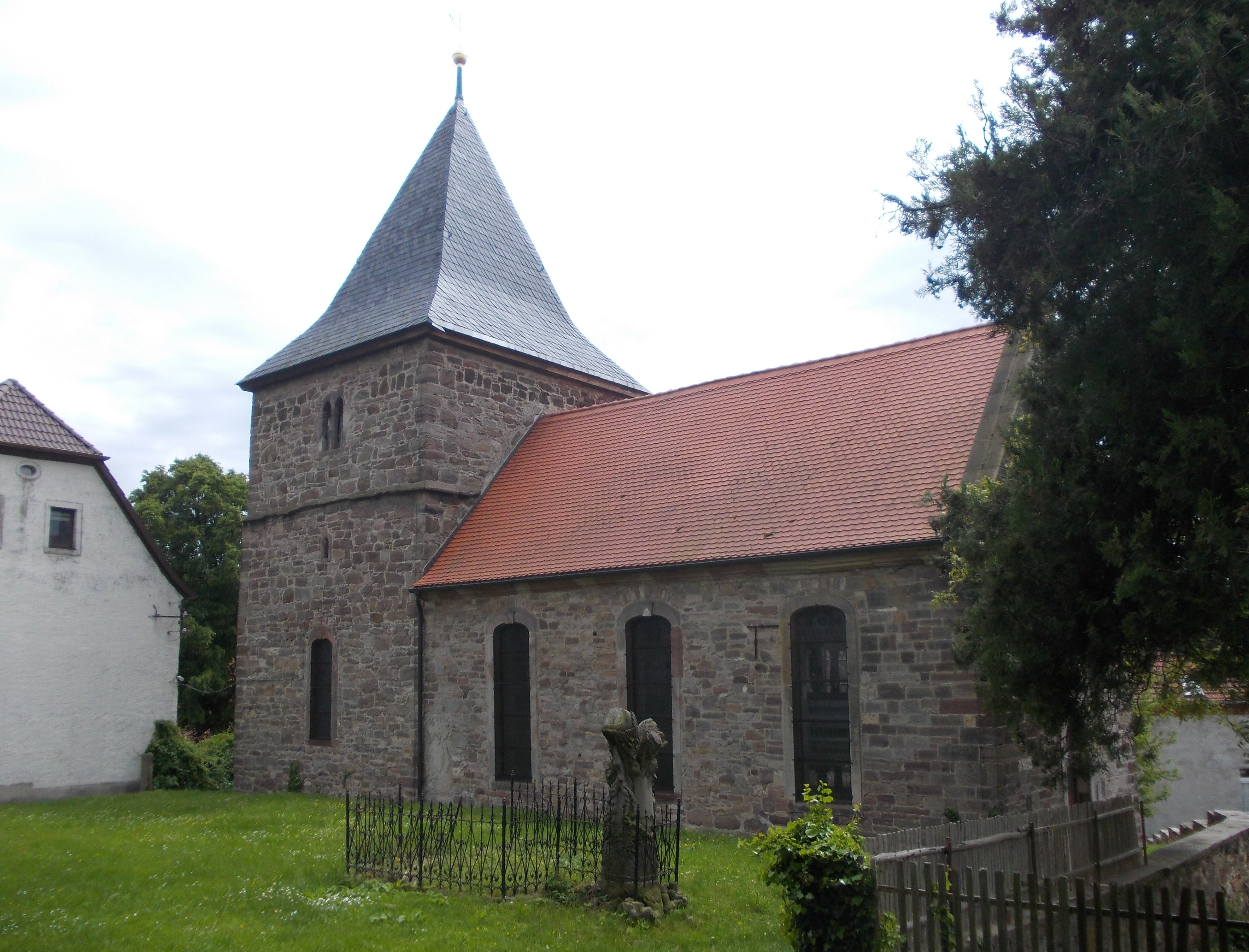
St. Matthias in Leimbach

St. Matthäus ist eine denkmalgeschützte evangelische Chorturmkirche im Ortsteil Leimbach der Stadt Querfurt in Sachsen-Anhalt. Im örtlichen Denkmalverzeichnis ist sie unter der Erfassungsnummer 094 65715 als Baudenkmal verzeichnet.
Die Kirche ist auch unter dem Namen St. Matthias bekannt, wird jedoch von der Evangelischen Kirche Mitteldeutschlands als St. Matthäus bezeichnet.

## Geschichte
Die erste Kapelle in Leimbach entstand um 1020 und wurde um 1200 durch eine romanische Chorturmkirche mit Ostapsis und quadratischem Chorturm errichtet. Im 14. Jahrhundert erfolgte ein Umbau im gotischen Stil, wobei die Apsis entfernt wurde. Nach Schäden im Dreißigjährigen Krieg wurde das Gotteshaus Anfang des 18. Jahrhunderts barockisiert. Um 1860 erfolgte eine Überformung im klassizistischen Stil, wobei u. a. der Kanzelaltar umgestaltet wurde. 1995/96 erfolgte eine Sanierung mit Unterstützung der Deutschen Stiftung Denkmalschutz.

## Architektur und Ausstattung
Die Kirche ist ein einschiffiger Saalbau aus unverputztem Bruchsteinmauerwerk mit Eckquaderungen an Turm und Schiff. Der Ostturm steht auf quadratischem Grundriss und besitzt ein schiefergedecktes Pyramidendach sowie Biforien als Schallfenster. Im Süden ist eine zweistöckige Loge bzw. Sakristei an das Kirchenschiff angefügt, auf deren Giebel ein Kreuz thront. Das Kirchenschiff besitzt Segmentbogenfenster und ein Satteldach, das Eingangsportal im Westen ist neoromanisch. An diversen Stellen zeigen sich vermauerte Bögen und Öffnungen im Mauerwerk.
Der Innenraum wird von einer hohen Holztonne überspannt. Turmraum und Kirchenschiff sind durch einen massiven, spitzbogigen Triumphbogen voneinander getrennt. Der Turm- bzw. Chorraum besitzt ein Kreuzgewölbe mit figürlich gestalteten Konsolen, welches blau ausgemalt ist. Der Kanzelaltar wird von floral gestalteten seitlichen Verschlägen umrahmt, der Schalldeckel mit Bandelwerk wird von Putten bekrönt, die ein Spruchband tragen. Die verglaste Loge auf der Südseite ist mit floralem Schnitzwerk und Wappenzier versehen. Die Empore ist doppelgeschossig und hufeisenförmig mit unverzierten Flachfeldern. Über dem Chorbogen sind Reste von vermutlich gotischen Malereien zu sehen, die eventuell eine Triumphkreuzgruppe oder das himmlische Jerusalem zeigten.

## Orgel
Die heutige Orgel wurde 1724 durch Johann Georg Papenius erbaut. Das mechanische Instrument besitzt 9 Register auf einem Manual und Pedal, die Trakturen sind mechanisch. Derzeit ist die Orgel nicht spielbar.

## Glocken
Der massige Westturm trägt drei Glocken, die in einem dreigefachigen Glockenstuhl hängen. 1503 erhielt die Kirche eine erste bekannte Glocke, 1886 wurden drei neue Glocken durch die Gießerei Ulrich aus Laucha gegossen. Diese wurden 1917 zu Rüstungszwecken eingezogen. 1930 erfolgte ein Neuguss aus Eisenhartguss durch die Gießerei Schilling&Lattermann. Die Glocken hängen an gekröpften Stahljochen und sind von Hand zu läuten. Die Tonfolge ist as'-c''-es''.